# Ödön Bodor

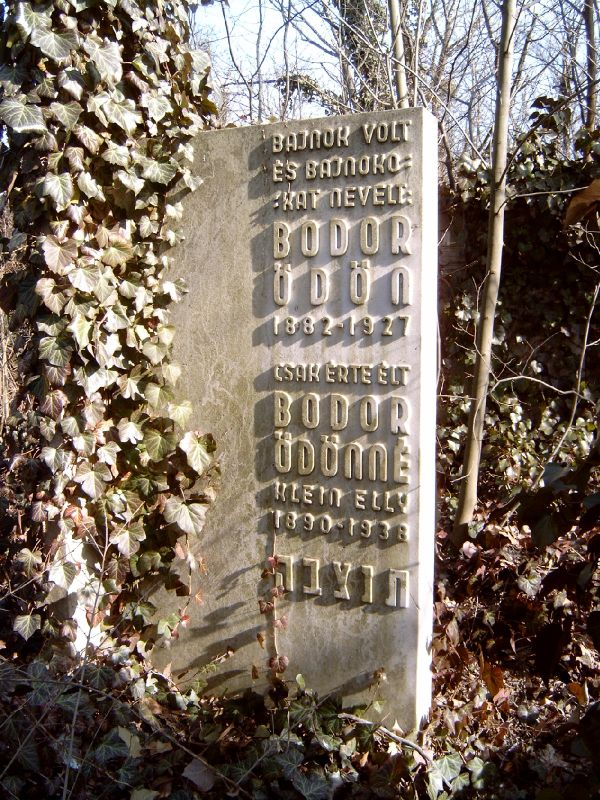
Grabstein auf dem jüdischen Friedhof in der Kozma-Straße, Budapest

Ödön Bodor (* 24. Januar 1882 in Kapuvár; † 22. Januar 1927 in Budapest) war ein ungarischer Mittelstreckenläufer, Sprinter und Fußballspieler.

## Werdegang
Bodor begann seine sportliche Karriere als Fußballspieler und kam zweimal in Freundschaftsspielen der Ungarischen Fußballnationalmannschaft zum Einsatz: im April 1901 gegen die Surrey Wanderers und am 11. Oktober 1903 unter Ferenc Gillemot bei der 2:4-Niederlage gegen Österreich auf dem WAC-Platz in Wien.
Bei den Olympischen Spielen 1908 in London schied Bodor über 1500 Meter im Vorlauf aus. Im 800-Meter-Lauf überholte er zusammen mit dem Deutschen Hanns Braun auf der Zielgeraden den lange Zeit auf dem dritten Platz liegenden Briten Theodore Just, musste sich aber im Kampf um Bronze knapp Braun geschlagen geben. In der Olympischen Staffel war er der Schlussläufer der ungarischen Mannschaft auf dem 800-Meter-Teilstück und wurde auch hier im Finale von Braun knapp geschlagen und auf den Bronzerang verdrängt.
1912 schied Bodor bei den Olympischen Spielen in Stockholm über 400 Meter, über 800 Meter und in der 4-mal-400-Meter-Staffel jeweils in der Vorrunde aus.
Bodor wurde dreimal nationaler Meister über 440 Yards (1908, 1909, 1911), fünfmal über 880 Yards (1906, 1909–1912) und viermal im Meilenlauf (1905, 1906, 1908, 1910).